# True (Tiziana Rivale)
True è un album di Tiziana Rivale pubblicato nel 2011 dalla Xdivisions. Tutti i brani dal n. 1 al n. 10 sono arrangiati, scritti e musicati da Zbigniew Danielewicz, mentre le restanti quattro tracce bonus provengono dal precedente album Mystic Rain e sono presenti solo nella versione CD.

## Tracce
1. Don't ask if it's true (Z. Danielewicz)
2. Shouldn't wait any longer (Z. Danielewicz)
3. Show me that you care (Z. Danielewicz)
4. Don't walk away (Z. Danielewicz)
5. I need you no more (Z. Danielewicz)
6. Screenwriters (Z. Danielewicz)
7. Kiss on my lips (Z. Danielewicz)
8. One night with you (Z. Danielewicz)
9. More than meets the eye (Z. Danielewicz)
10. High on emotion (Z. Danielewicz)
11. Mystic matters (Special Bonus Track) (Rivale, M. Burattini, L. Piergiovanni)
12. The rain is gone (Special Bonus Track) (L. Gane, E. Lovric, L. Piergiovanni)
13. Africa (Special Bonus Track) (Rivale, L. Piergiovanni)
14. Nothing is nothing (Special Bonus Track) (Rivale, L. Piergiovanni)